# 271 a. C.
El año 271 a. C. fue un año del calendario romano prejuliano. En el Imperio romano se conocía como el año 483 ab urbe condita. 

## Acontecimientos

### Grecia
- Con la restauración de los territorios capturados por Pirro, y con aliados agradecidos en Esparta y Argos, y guarniciones en Corinto y otras ciudades griegas clave, Antígono II Gonatas se asegura el control de Macedonia y Grecia. Antígono se convierte en el jefe de la Liga de Tesalia y está en buenos términos con sus vecinos Iliria y Tracia. Asegura su posición en Grecia manteniendo fuerzas de ocupación macedonia en las ciudades de Corinto, Calcis en la isla de Eubea y Demetrias en Tesalia, los tres grilletes de la Hélade.

### India
- El ejército maurya es expulsado de Kadamba por una coalición de reyes tamiles bajo el emperador Cenni Cholan.

### República romana
- Consulados de Lucio Genucio Clepsina y Cesón Quincio Claudo en la Antigua Roma.[1]